# 阿氏紋胸鮡
阿氏紋胸鮡，為輻鰭魚綱鯰形目鮡科的其中一種，為溫帶淡水魚類，分布於亞洲印度阿拉卡南達河流域，體長可達24公分，棲息在岩石底質底層水域，生活習性不明。

## 扩展阅读
維基物種上的相關：阿氏紋胸鮡